# Cerco de Badajoz
O Cerco de Badajoz ocorreu em Maio de 1169.
Tendo o rei D. Afonso Henriques ido socorrer o salteador Geraldo Geraldes «o sem pavor», que cercava Badajoz, Geraldo já tinha conseguido ultrapassar a muralha exterior mas os mouros resistiam fechados na alcáçova, no entanto foram os portugueses surpreendidos pela chegada de reforços leoneses, vendo-se obrigados a fugir.
Na fuga, porém, D. Afonso Henriques sofreu um acidente: caiu do cavalo e bateu de encontro a uma das portas da muralha, partiu o fémur direito e foi feito prisioneiro pelos cavaleiros leoneses que o levaram à presença do rei D. Fernando II de Leão, que o tratou com respeito que lhe merecia como pessoa e como sogro, pois tinha casado com D.Urraca filha do rei português.
A libertação do rei foi conseguida em troca de um resgate em dinheiro e da entrega das praças de Trujillo, Cáceres e Montánchez.
Esteve meses nas termas de São Pedro do Sul, mas nunca recuperou.Este incidente pôs fim à carreira militar do 1.º rei de Portugal, visto que naquele tempo era impossível recuperar de uma fractura profunda e nunca mais pode montar a cavalo, passando a deslocar-se numa carreta de madeira.